# Zoghman Mebkhout
Zoghman Mebkhout, né à Méchria le 17 juin 1948, est un mathématicien franco-algérien connu pour ses travaux en analyse algébrique, en géométrie et en théorie des représentations, et plus précisément en théorie des D-modules.
Zoghman est l'un des premiers mathématiciens nord-africains à avoir connu une renommée internationale. Un symposium a été célébré en l'honneur de son 60e anniversaire à Séville, et il a été invité plusieurs fois à l'Institute for Advanced Studies.
Alexandre Grothendieck écrit dans Récoltes et semailles :

« La « version Mebkhout » dont j’ai voulu me faire l’interprète, me semble consister pour l’essentiel en les deux thèses que voici : 1. Entre 1972 et 1979, Mebkhout aurait été seul, dans l’indifférence générale et en s’inspirant de mon œuvre, à développer la « philosophie des D-Modules », en tant que nouvelle théorie des « coefficients cohomologiques » en mon sens. 2. Il y aurait eu un consensus unanime, tant en France qu’au niveau international, pour escamoter son nom et son rôle dans cette théorie nouvelle, une fois que sa portée a commencé à être reconnue. [...] Je viens d’avoir connaissance de plusieurs faits nouveaux , qui montrent qu’il y a lieu de nuancer fortement le point 1 ci-dessus. »

Grothendieck a changé plusieurs fois d'avis. Après avoir nuancé son propos dans un premier temps, il a finalement présenté ses excuses à Masaki Kashiwara, dont les travaux auraient été passés sous silence. 
Zoghman Mebkhout est actuellement[Quand ?] directeur de recherches au CNRS.

## Biographie[5]
Né le 17 juin 1948 à Méchéria, un village de l'Ouest algérien, Zoghman Mebkhout a fait sa scolarité durant l'Algérie française. Il a 14 ans lorsque l'Algérie devient indépendante et 17 lorsqu'il prend le bateau pour la France.
Poussé par sa famille et ses professeurs, il entame des études mathématiques poussées : après deux ans de classes préparatoires, il intègre les Ponts, change d'orientation professionnelle pour faire une thèse sous la direction de Jean-Louis Verdier, qu'il soutient en 1979. Il est recruté au Centre national de la recherche scientifique[Quand ?].
En 2002, l'Académie des sciences lui remet le prix Servant. Pour ses soixante ans, en 2008, l'université de Séville organise un symposium d'une semaine en son honneur.

## Travaux notables
Zoghman Mebkhout a prouvé la correspondance de Riemann-Hilbert (en), qui est une généralisation du 21e problème de Hilbert aux dimensions supérieures. Le contexte original concernait les surfaces de Riemann, et s'intéressait plus précisément à l'existence d'équations différentielles régulières avec une certaine monodromie. En dimension supérieure, les surfaces de Riemann sont remplacées par les variétés complexes et il y a une correspondance entre certains systèmes d'équations aux dérivées partielles (linéaires et ayant des solutions aux propriétés très spéciales) et les monodromies éventuelles de leurs solutions.
Ce résultat a également été démontré de façon indépendante par le mathématicien japonais Masaki Kashiwara.